# Neulop
Neulop is een bestuurslaag in het regentschap Pidie van de provincie Atjeh, Indonesië. Neulop telt 531 inwoners (volkstelling 2010).